# Bathycongrus longicavis
Bathycongrus longicavis és una espècie de peix pertanyent a la família dels còngrids.

## Descripció
- Pot arribar a fer 38,6 cm de llargària màxima.[4]

## Hàbitat
És un peix marí, bentopelàgic i de clima tropical (15°S-16°S, 166°E-167°E) que viu entre 532 i 599 m de fondària.

## Distribució geogràfica
Es troba a l'oceà Pacífic: Vanuatu.

## Observacions
És inofensiu per als humans.